# 东明路站
东明路站位于上海浦东新区成山路东明路，为上海轨道交通6号线与13号线的地下岛式车站，其中6号线部分于2007年12月29日启用，13号线部分于2018年12月30日启用。

## 车站结构
6号线车站分为南、北两个站厅，在站厅层互不相连，13号线车站建设时将站厅与6号线北站厅相连，组成共用的大站厅，南站厅未做改造，目前仅连接6号线站台。

### 车站楼层
| 地面层   | 出入口             | 1-6出入口                        |  |  |
| 地下一层 | 站厅               | 票务服务、自动售票机、人工服务台 |  |  |
| 地下二层 |                    | █ 6号线 往东方体育中心（高青路） |  |  |
|          | 岛式站台，左侧开门 |                                  |  |  |
|          |                    | █ 6号线 往港城路（高科西路）     |  |  |
| 地下三层 | ③站台              | █ 13号线 往金运路（成山路）      |  |  |
|          | 岛式站台，左侧开门 |                                  |  |  |
|          | ④站台              | █ 13号线 往张江路（华鹏路）      |  |  |

## 车站出口
东明路站共有6个出入口，其中1、3-6号口连通6号线北侧与13号线共用大站厅，2号口连通南侧6号线小站厅，各出入口如下所示：
| 出口编号                | 出口指示                | 照片                    |
| 连通 6号线 13号线大站厅 | 连通 6号线 13号线大站厅 | 连通 6号线 13号线大站厅 |
| ----------------------- | ----------------------- | ----------------------- |
| 1 · 出口                | 成山路，东明路          |                         |
| 3 · 出口                | 成山路，东明路          |                         |
| 4 · 出口 · （设有）     | 成山路，邹平路          |                         |
| 5 · 出口                | 成山路，邹平路          |                         |
| 6 · 出口                | 成山路                  |                         |
| 连通 6号线小站厅        |                         |                         |
| 2 · 出口 · （设有）     | 东明路，成山路          |                         |
| 图例： 设有             |                         |                         |

## 公交换乘
184、219、338（夜宵线）、572、583、604、782、973、1076、隧道一线、隧道九线、浦东36路、浦东43路、南川线